# Samsonite

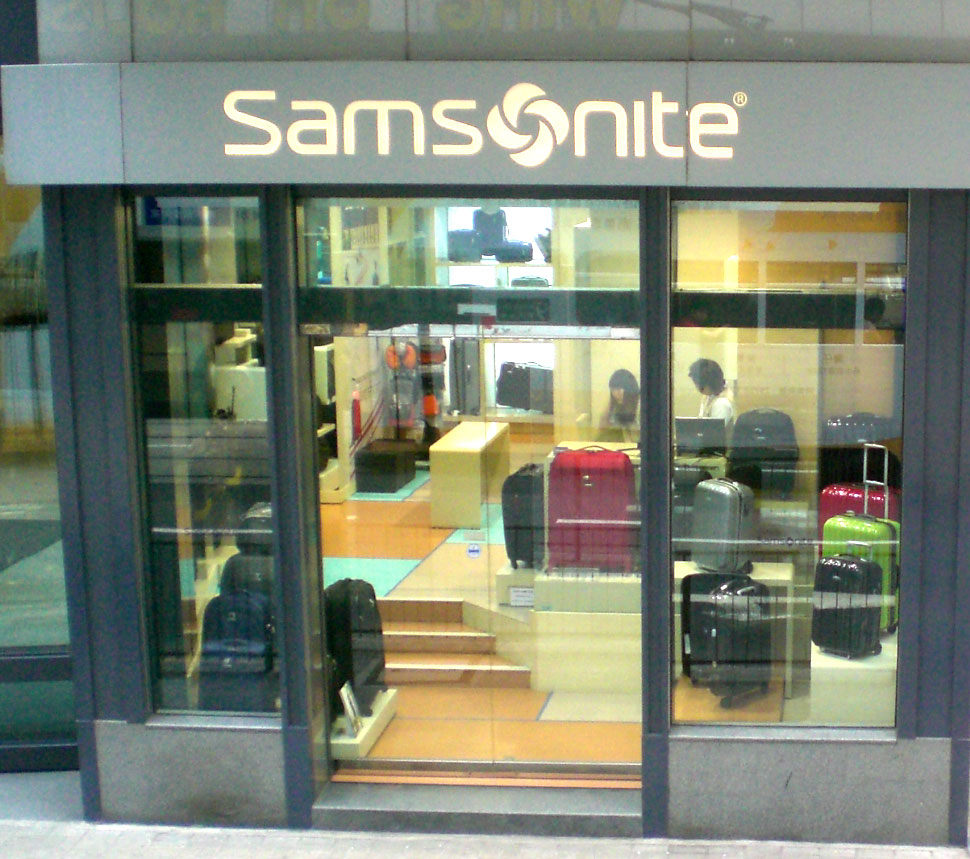
Una suscursal de Samsonite en Hong Kong

Samsonite Corporation es una empresa fabricante de maletas y equipaje fundada en 1910 en Denver, Colorado, Estados Unidos, por Jesse Shwayder, originalmente bajo el nombre de Shwayder Bros. En 2006, la compañía trasladó sus oficinas centrales desde Denver a Mansfield, estado de Massachusetts.
Su nombre se deriva de la figura bíblica Sansón. Desde 1965 se denomina Samsonite Corporation. Es la marca de maletas más conocida a nivel mundial y el mayor fabricante de equipaje del mundo.
En una clara estrategia de expansión, la compañía se ha expandido vía adquisiciones en diversos países en los cuales no tenía presencia. Recientemente[¿cuándo?] compró una participación mayoritaria en el fabricante estadounidense de accesorios de lujo Lambertson Truex. También ha adquirido compañías de equipaje en Chile, Rusia y Turquía.
Tradicionalmente, Samsonite ha estado asociada a la durabilidad de sus productos más que al estilo y diseño. Sin embargo, posee una línea de lujo y diseños exclusivos: Samsonite Black Label.
Las marcas de Samsonite Corporation son: Samsonite, Samsonite Black Label, Lambertson Truex y American Tourister.
En 2007, Samsonite Corporation fue adquirida por CVC Capital Partners, firma de capital de inversión.

## Calidad
Samsonite somete a cada uno de los materiales que utiliza para la elaboración de sus maletas a unos controles de calidad muy rigurosos, con la finalidad de evaluar si el modelo está preparado para entrar en el mercado y contribuir a mantener la reputación de la empresa y sus productos. Calidad, diseño y funcionalidad son los pilares de la marca, teniendo como máximo objetivo cumplir con las expectativas de sus principales usuarios y lograr fidelizar a los nuevos consumidores.

## Quiebra de Samsonite
Samsonite cayó en bancarrota el 5 de septiembre de 2009 como parte de su reorganización, cerrando aproximadamente la mitad de sus cerca de 173 tiendas en Estados Unidos.
Samsonite Company Stores LLC dijo que su presentación de protección por quiebra bajo el capítulo 11, apuntó a enfocar el negocio en sus tiendas de descuento, que se desempeñaron mejor en la abrupta caída del gasto de los consumidores en viajes y placer. (Reuters)

## Planes de futuro
En junio de 2011, Samsonite generó ganancias de US$ 1.250 millones durante una venta directa al público en Hong Kong.
En 2013 presentaron las ideas próximas a incluirse en mercados emergentes como es el de la India con precios similares a $50.